# Ghoti
Ghoti — штучно побудоване англійське слово, метою якого є демонстрація нерегулярної фонетики англійської мови. Припускається, що воно має вимовлятися як fish (укр. риба, МФА: [ˈfɪʃ]). Слово складається зі звуків:
- gh, що вимовляється як /f/ у слові rough /rʌf/;
- o, що вимовляється як /ɪ/ у слові women /ˈwɪmɪn/; а також
- ti, що вимовляється як /ʃ/ у слові nation /ˈne͡ɪʃən/.

Одна з найперших друкованих згадок про слово датується 1874 роком і посилається на лист від 1855 року, що приписує винахід слова Вільяму Олльє (нар. 1824). Слово ghoti часто використовується для аргументування необхідності фонетичної реформи та приписується Бернарду Шоу, що її підтримував. З іншого боку, слово не фігурує у творчості Шоу, а за однією з біографій Шоу воно було вигадане анонімним прихильником реформи. Існують і інші штучні слова, що показують нестандартність англійської мови, проте ghoti є найвідомішим. Лінгвісти ж аргументують невдалість прикладу тим, що позиції літер несумісні з традиціями вимови.

## Факти
- У штучній клінгонській мові, ghotI’ (готги, МФА: [ɣotʰɪ]) означає «риба»[4].

- Слово ghoughpteighbteau має аналогічну конструкцію і теж демонструє несталість вимови[5]. Воно має читатися як potato (МФА: [poʊˈteɪtoʊ], укр. картопля). А саме:
  - gh вимовляється як /p/, за аналогією зі словом hiccough /ˈhɪkʌp/;
  - ough вимовляється як /oʊ/, за аналогією зі словом though /ðoʊ/;
  - pt вимовляється як /t/, за аналогією зі словом ptomaine /ˈtoʊmeɪn/;
  - eigh вимовляється як /eɪ/, за аналогією зі словом neigh /neɪ/;
  - bt вимовляється як /t/, за аналогією зі словом debt /dɛt/;
  - eau вимовляється як /oʊ/, за аналогією зі словом bureau /ˈbjʊəroʊ/.